# ۶۶ زن برزنجیر
۶۶ زن برزنجیر یک ستاره است که در صورت فلکی آندرومدا قرار دارد.